# Бити Шрам
Елизабет Натали „Бити“ Шрам (на английски: Elizabeth Natalie "Bitty" Schram; родена на 17 юли 1968 г.) е американска актриса. Позната е с ролята си на Шарона Флеминг в „Монк“, за която е номинирана за Златен глобус в категорията „Най-добра актриса в мюзикъл или комедия“. Тя напуска сериала в средата на третия сезон, заявявайки, че от телевизията са решили „да поемат в различна насока с някои от персонажите“. MSNBC докладва, че „някои от актьорите от поддържащия състав, включително Шрам, Тед Ливайн и Джейсън Грей-Станфорд, се опитали да преговарят за условията по договорите си“ и също, че освобождаването на Шрам е доказателство за „строгите мерки на индустрията срещу актьорите, които искат повишение, но не са от основно значение за сериала“. Трейлър Хауърд я замества в ролята на новата асистентка на Монк – Натали Тийгър. Шрам се връща към ролята си в един епизод от осмия и последен сезон на сериала.

## Избрана филмография
| Година      | Филм                   | Оригинално заглавие   | Роля           | Режисьор                |
| ----------- | ---------------------- | --------------------- | -------------- | ----------------------- |
| 1992        | Тяхната собствена лига | A League of Their Own |                | Пени Маршъл             |
| 1994        | Преследвачи            | Chasers               | Фло            | Денис Хопър             |
| 1996        | Стаята на Марвин       | Marvin's Room         | Джанин         | Джери Закс              |
| 1996        | Един прекрасен ден     | One Fine Day          | Марла          | Майкъл Хофман           |
| 2002 – 2004 | Монк (сериал)          | Monk                  | Шарона Флеминг | Анди Брекман – създател |